# Фалер (Белуно)
Фалер (итал. Faller) је насеље у Италији у округу Белуно, региону Венето.
Према процени из 2011. у насељу је живело 142 становника. Насеље се налази на надморској висини од 765 м.